# Throbber
Un throbber es una imagen normalmente localizada en la esquina superior derecha de la interfaz gráfica de usuario de un programa informático. Particularmente de los navegadores web muestran un throbber animado para informar al usuario de que el programa está realizando una acción (como descargar una página web).

## Características típicas
Habitualmente el throbber se encuentra en la parte derecha de la barra de herramientas o de la barra de menús de un programa informático. Típicamente suele ser el logotipo del programa o una parte o variación de él. La mayor parte del tiempo el throbber es una imagen fija, pero cuando el programa está realizando alguna acción el throbber comienza a animarse en un bucle para hacer saber al usuario que el programa está ocupado. Una vez que la acción se completa, el throbber vuelve a la imagen fija inicial. Normalmente es posible que el usuario pueda continuar usando el programa mientras el throbber está en movimiento. A menudo, un clic en el throbber hace que se abra la página web del programa.

## Historia
Uno de los primeros (si no el primero) usos de un throbber fue en el navegador web NCSA Mosaic al comienzo de los años 90. Este era el logotipo de NCSA que se animaba cuando Mosaic estaba descargando una página web. Como el usuario podía seguir interactuando con el programa, el cursor del ratón permanecía normal (no un cursor de ocupado, como un reloj de arena). Por lo tanto, el throbber proporcionaba una ayuda vital al usuario ya que era la única indicación de que el navegador estaba realizando alguna acción.
Netscape, que pronto consiguió el liderazgo en el mercado de los navegadores web, también incluyó un throbber. En la versión 1.0 de su navegador tomaba una 'N' grande y azul (el logotipo de Netscape en aquella época) como imagen para su throbber. Cuando Netscape cambió el logotipo por una 'N' en al cima de una montaña, iniciaron un concurso para encontrar una animación para él. El diseño ganador (la 'N' en una lluvia de meteoritos) fue muy bien acogido por el público y se convirtió prácticamente en el símbolo no oficial de la World Wide Web. Más tarde, la 'e' azul de Internet Explorer adquirió una categoría parecida, aunque fue reemplazado por la bandera de Microsoft Windows en las versiones más recientes del navegador.
Inicialmente, los throbbers tendían a ser algo grandes, pero redujeron su tamaño según se iban desarrollando las interfaces gráficas de usuario y los botones de las barras de herramientas. Su utilidad se redujo al incorporar los sistemas operativos un cursor de ratón para indicar trabajo en segundo plano; de hecho algunos navegadores como Opera o Safari ya no incluyen throbber.
- Datos: Q1447854
- Multimedia: Throbbers / Q1447854